# The Watch Live
The Watch Live is het vijfde muziekalbum van de Italiaanse band The Watch. Het is hun eerste livealbum. Het album voert terug naar het livealbum Genesis Live uit 1973. Ongeveer dezelfde muziek en klanken. Echter, het album is opgenomen tijdens de tournee van 2008 van The Watch in diverse zalen.

## Musici
- Simone Rossetti - zang, dwarsfluit, tamboerijn
- Christiano Roversi – Chapman stick, baspedalen en akoestische gitaar
- Georgio Gabriel - gitaar
- Fabio Mancini – toetsinstrumenten.
- Marco Labbri – slagwerk, zang

## Composities
Alleen van The Watch behalve Twilight Alehouse van Genesis:
1. Sound of Sirens
2. Shining Bald Heads
3. The Fisherman
4. Goddess
5. Riding the Elephant
6. Twilight Alehouse / Another Lie
7. Berlin 1936